# Niños robados por el franquismo

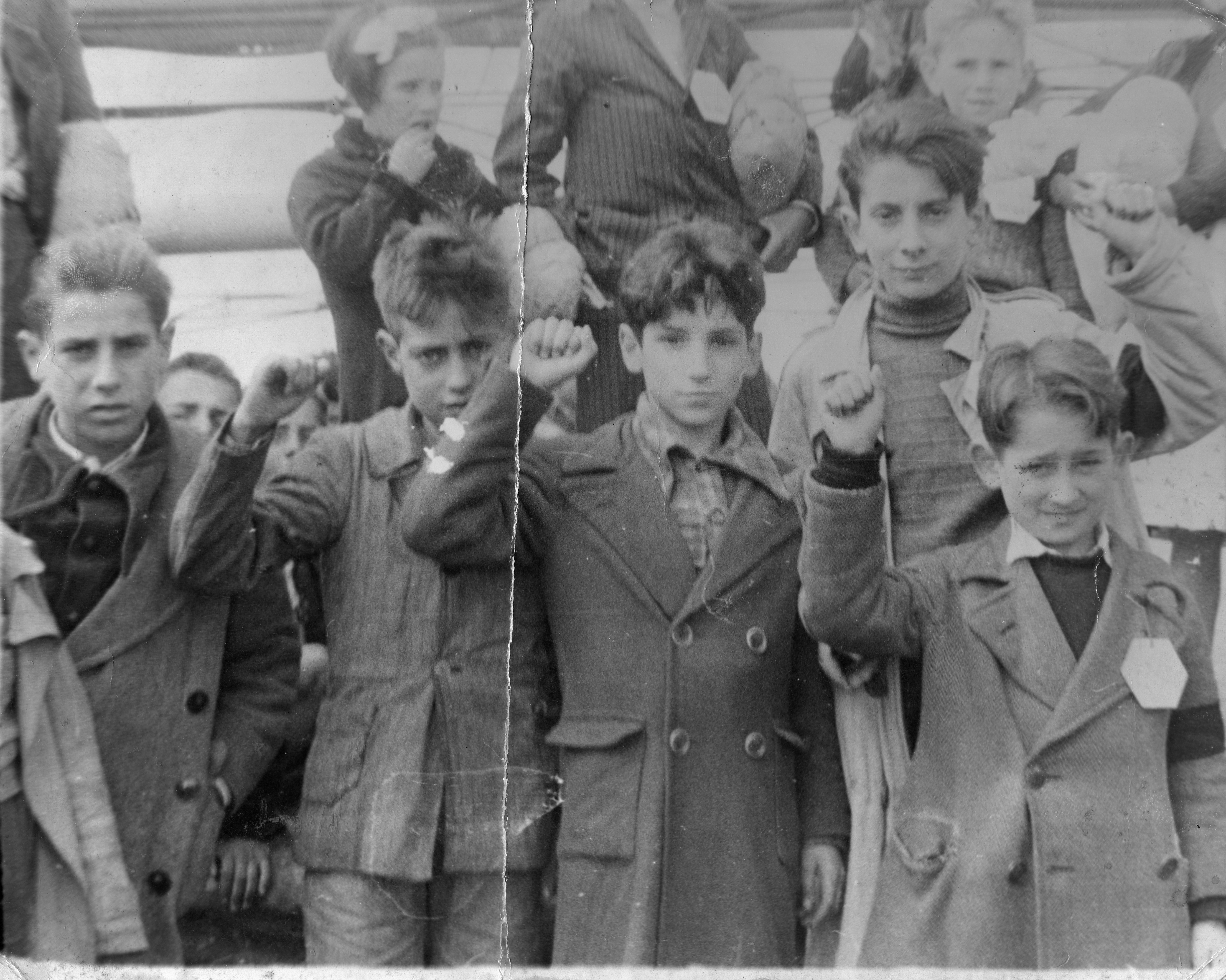
Niños de padres republicanos en una foto antes de exiliarse en diversos países del mundo.

Los niños perdidos del franquismo o niños robados por el franquismo, hace referencia a los 30 000 niños que durante la guerra civil española y la posguerra, o bien fueron arrebatados a sus madres republicanas porque estaban encarceladas, o bien fueron tutelados porque sus madres habían muerto a manos del propio ejército franquista.
Hace referencia a la desaparición de hijos pequeños de republicanos y la separación forzosa de sus familias por parte de la represión franquista. Conforme las tropas sublevadas del general Francisco Franco ganaban terreno, las prisiones se llenaban de personas que habían sido leales a la República. Entre los prisioneros había miles de mujeres militantes de partidos políticos de izquierda o, simplemente, esposas, madres o hermanas de republicanos. Las cárceles también se llenaban de niños que nacieron o que ingresaron en la prisión con sus madres y que pasaron los primeros años de su vida privados de libertad por ser hijos de republicanos.
Las mujeres con hijos o embarazadas que ingresaban en prisión podían tener allí a sus hijos hasta los tres años de edad ―en 1943 había 12 042 niños en las cárceles españolas―. Cuando cumplían esa edad muchos de esos niños, especialmente los hijos cuyas madres estaban condenadas a muerte, eran dados en adopción con la complicidad de la organización falangista Auxilio Social a la que, según un decreto de junio de 1940, le correspondía la patria potestad de los niños cuyas familias tuvieran «malos antecedentes». Otro decreto de 1941 permitía al Auxilio Social cambiar los apellidos de los niños acogidos en sus centros, lo que facilitaba que no pudieran ser reclamados por sus verdaderos padres. Según el historiador Borja de Riquer, «el secuestro de los hijos de las encarceladas ha sido una trágica historia ocultada durante muchos años y hoy incluso negada por sus ejecutores».

## Repatriación de menores
Durante la guerra civil, muchos padres tuvieron que tomar la decisión de evacuar a sus hijos al extranjero. Al concluir ésta, Franco decide que todos estos niños tienen que regresar a España. El régimen convierte la repatriación de estos menores en una gran operación propagandística. En el extranjero el Servicio Exterior de Falange quedó a cargo de la repatriación de menores, que casi siempre tropezó con numerosas dificultades. Esto llevó a que el Servicio Exterior acabase apostando por operaciones clandestinas e incluso el secuestro para poder obtener la repatriación del mayor número de menores. Una ley de 1940 marcaba que la patria potestad de los niños que estaban en centros de Auxilio Social (antes «Auxilio de invierno») pasaba automáticamente al Estado. Esto creaba un gran riesgo de que los padres perdieran al niño para siempre. Entre todos los niños españoles en el extranjero, el régimen franquista tenía particular interés en los que estaban en la Unión Soviética. Para Franco, era un golpe de efecto poder sacarlos del país donde había triunfado la revolución comunista.

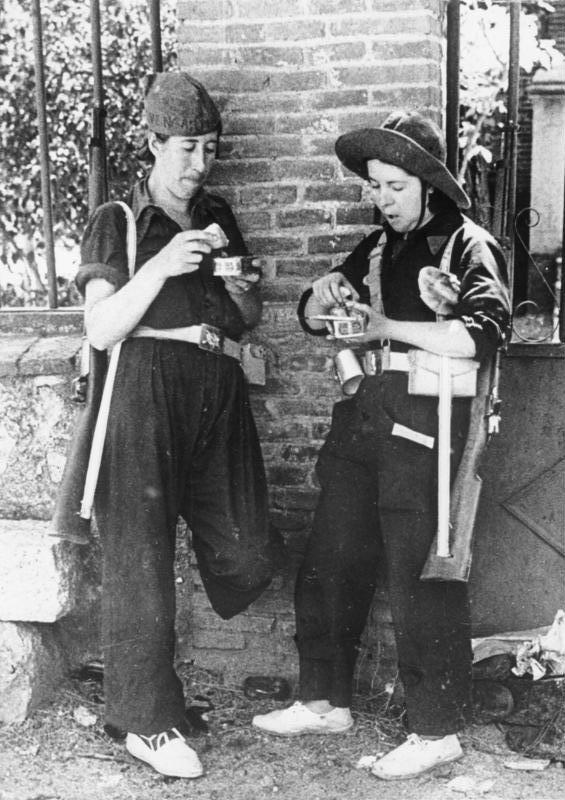
Mujeres milicianas republicanas.

## La situación en las cárceles franquistas
La situación vivida por las mujeres republicanas y sus niños tanto fuera como dentro de las cárceles ha sido recogida en numerosos testimonios orales en los que se habla de todo tipo de vejaciones. Tras la guerra las condiciones de vida en las cárceles eran deplorables. Debido a los arrestos masivos se vivía en una situación de gran hacinamiento. Las condiciones higiénicas eran muy deficientes y los alimentos escaseaban. Muchos de los niños que entraron con sus madres a las cárceles enfermaron o murieron en ellas. Los que sobrevivían eran separados de sus madres y, en muchos casos, dados en adopciones ilegales, ya que por ley los menores sólo podían estar en la cárcel con sus madres hasta los tres años de edad. Otros acabaron en conventos, forzados a convertirse en monjas y religiosos.

## Instrucción del juez Baltasar Garzón
En el año 2008, el juez Baltasar Garzón consideró los delitos de detención ilegal con desaparición forzada de personas y la sustracción a sus padres de menores, como crímenes contra la Humanidad que no habían prescrito, ya que muchas víctimas, hijos y algunos padres, podían aún estar vivos. Por este motivo, el magistrado instó a las instituciones, al Ministerio Fiscal y a los jueces a que investiguen, sancionen a los culpables y se repare a las víctimas, de manera que puedan recuperar la identidad que les fue arrebatada.
El juez incluyó en su escrito cifras que elevan a más de 30 000 el número de niños tutelados por la dictadura franquista entre 1944 y 1954. En el informe no se indica que cantidad de esos niños pudieron acabar siendo adoptados por otras familias.  El informe también menciona las principales formas que podrían haber sido empleadas para la sustracción de menores, incluyendo a los que pudieron ser traídos desde el extranjero entre los años 1939 y 1949, a través de un entramado de acciones y organismos, principalmente el Servicio Exterior de Falange. Según el juez, a los niños les cambiaron los apellidos para entregarlos a familias afines al régimen franquista. Para Baltasar Garzón, los niños perdidos son parte de las víctimas del franquismo.
En el año 2012, el ministro de Justicia Alberto Ruiz-Gallardón anunció la creación de un servicio de atención para los afectados por el caso de niños robados en los que se incluye la elaboración de un censo de posibles casos.

### Reconocimiento del Consejo de Europa
En 2006 el Consejo de Europa ofreció el primer reconocimiento internacional a los hijos de las presas republicanas cuyos apellidos fueron modificados.

## Polémica
Las denuncias relacionadas con los niños robados del franquismo y la idea de que durante el franquismo el robo de niños para entregarlos en adopción fue algo frecuente, fueron puestas en entredicho a partir de 2017, siendo calificadas por algunos periodistas e historiadores como relatos en general falsos o exagerados, surgidos al calor de la Ley de Memoria Histórica. En este sentido, fue clave el informe del Instituto Nacional de Toxicología y Ciencias Forenses (INTCF) en 2017 que descartó la existencia de una trama tras realizar 120 exhumaciones a instancias de la Justicia española, que demostraron que las tumbas contenían los restos de los recién nacidos y, por tanto, que no habían sido robados. Desde algunos sectores conservadores, las cifras manejadas por el juez Baltasar Garzón y la idea de una trama organizada dentro del Estado franquista para robar bebés a partir de la década de los 60 se consideran carentes de sentido. Sin embargo, la tesis doctoral de la antropóloga Neus Roig Pruñonosa demostró que la jerarquía católica planificó, a través del Patronato de Protección a la Mujer, las desapariciones forzadas y tráfico de menores hasta 1984; incluso practicándose en algunas clínicas hasta los años 90.  Aun siendo siempre una práctica ilegal, sus autores se benefician de una impunidad social y judicial, a pesar de las recomendaciones de la ONU. El Observatorio de las Desapariciones Forzadas de Menores (1938-1996), interuniversitario y multidisciplinar, continúa las investigaciones con evidencias científicas.
En 2020, un libro ha vuelto a abordar la cuestión de los niños robados del franquismo al referirse a las duras condiciones que padecieron las mujeres en las cárceles franquistas, especialmente las reclusas que tenían a sus hijos junto a ellas: «Por una parte, las enfermedades, la desnutrición y la falta de condiciones higiénicas se cebaron especialmente con los menores de tres años que las presas podían tener con ellas; por otra, transcurrido ese periodo, si los hijos sobrevivían, se ponían en marcha los mecanismos de separación forzosa que podían acabar con el "robo" de las criaturas para su adopción por otra familia o su internamiento en centros de beneficencia».

## Obras sobre el tema

### Filmografía
- Els nens perduts del franquisme (Los niños perdidos del franquismo), de Montserrat Armengou y Ricard Belis, Documental de los robos durante la dictadura. 2002.[22]
- El silencio de otros, de Almudena Carracedo y Robert Bahar, ganador del Audience Award Berlinale Panorama 2018 y del Peace Film Prize Berlinale 2018.
- El Patronato, de TVE-Crónicas 2018.[23]

### Historieta
- Paracuellos, historieta de Carlos Giménez.

### Documentos
- El auto de la Audiencia Nacional en pdf.